# Nanteuil-sur-Aisne
Nanteuil-sur-Aisne é uma comuna francesa na região administrativa de Grande Leste, no departamento das Ardenas. Estende-se por uma área de 7,92 km². Em 2010 a comuna tinha 143 habitantes (densidade: 18,1 hab./km²).